# 甘酒茶屋

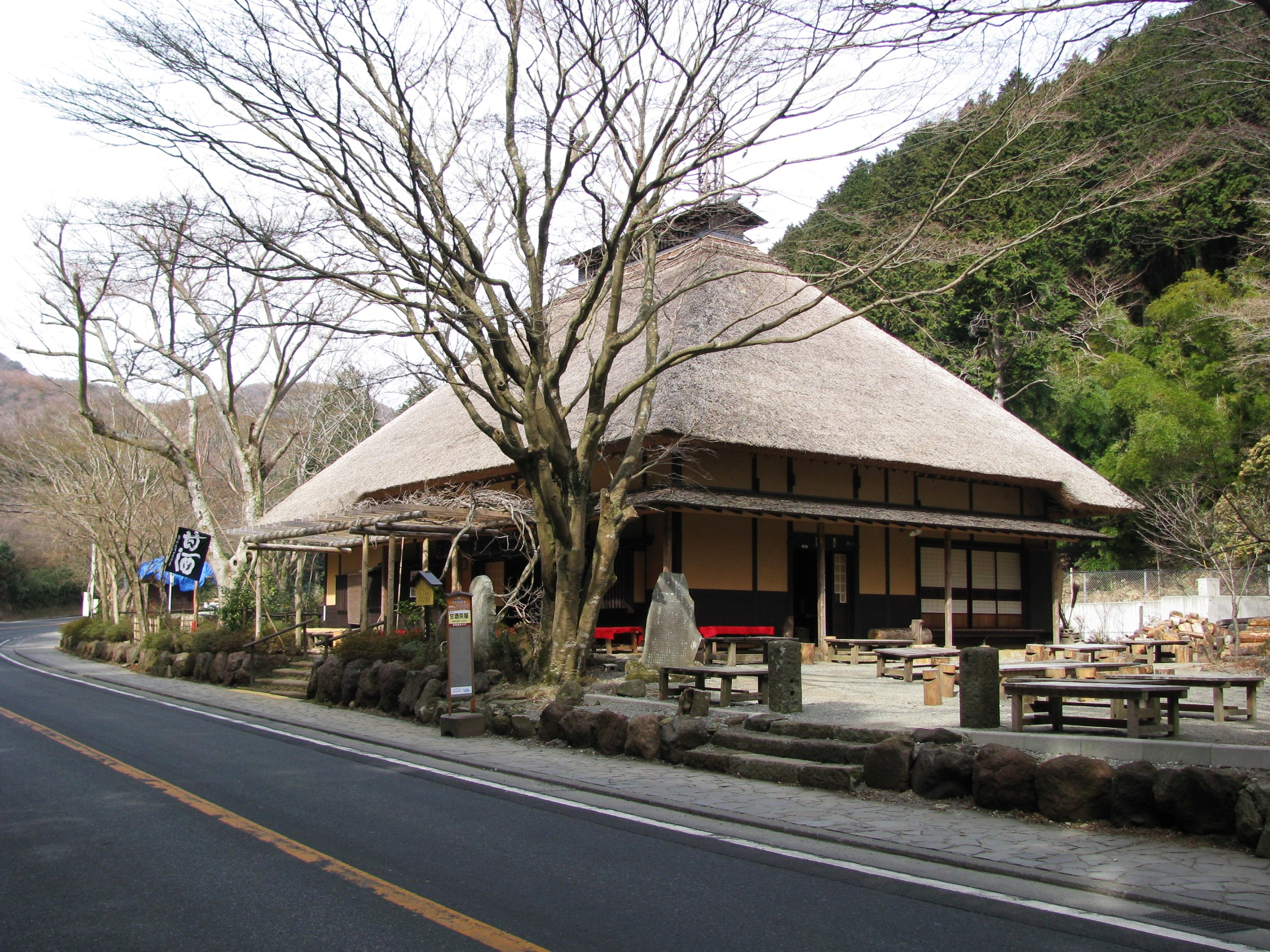
甘酒茶屋

甘酒茶屋（あまざけぢゃや）は、神奈川県足柄下郡箱根町にある茶屋であり、飲食店。神奈川県道732号湯本元箱根線 （旧・国道1号）の脇に建つ。

## 歴史
1619年（元和5年）の箱根関所設置から数年の間に畑宿と箱根宿の間に位置する大井平地区には4軒の茶屋ができた。これらの茶屋ではお茶や甘酒や軽食が提供され、飛脚の起点もあり馬小屋も設けられていた。
忠臣蔵の講談や戯曲で知られる神崎与五郎詫証文の舞台となった（実際には大高忠雄（源吾）の三島宿での逸話ともいう）。
国道1号の開通で交通量が減少したため他の茶屋が閉鎖される中、一軒だけ残り「甘酒茶屋」として営業を続けている。 茅葺き屋根の建物は元は街道の反対側に立っていた建物を古い資材を使い2009年に再建したものである。

## 名物
甘酒や備長炭で焼いた餅など。特に甘酒は砂糖を加えずに地場産のうるち米と米麹を江戸時代より変わらない方法で製造されている。